# 中華Leadca
中華Leadca（CMC Leadca）乃是2013年起由臺灣中華汽車工業研發製造的商用貨車，官方名稱一開始叫做中華利達，正式上市時改稱中華新達。

## 概要與歷史
2013年 - 為了因應全新的汽車廢氣排放標準，臺灣車壇有多款商用貨車進行升級改款，連中華汽車旗下的銷售主力三菱扶桑Canter也不例外。但伴隨而來的問題是售價抬高，為了填補新台幣1百萬元以下三噸半商用車的市場空缺，中華汽車於10月30日正式推出中華新達。該車款的零件以CKD全散裝料的方式引進中國江鈴汽車的「凱運」輕卡車，針對本地消費者的使用需求進行修改及更換大燈組、水箱護罩與廠徽等部品，並搭配美國康明斯的2.8L直列四缸ISF型渦輪增壓柴油引擎、德國ZF的五速手動排檔變速箱。此具渦輪增壓柴油引擎可輸出140ps / 2,900rpm的最大馬力與345Nm / 1,500~2,000rpm的最大扭力，為降低排放廢氣中的氮氧化物，亦配有環保汽車尿素系統。內裝的標準配備有CD音響、冷暖空調、雙電動窗、三環儀錶板等，前後輪的懸吊系統則採葉片彈簧式懸吊系統。為了滿足各種載貨需求，分成標準軸（10.7呎）、長軸（11.7呎）、超長軸（13.8呎）等三種不同長度的軸距。
2016年 - 11月6日實施改良，改成前輪碟煞，並新增ABS防鎖死煞車系統、EBD電子制動力分配系統等。
2020年 - 由於市場評價不佳，該車款正式停產。

### 安全性召回
2016年10月由於ABS防鎖死煞車系統出現瑕疵問題，中華汽車召回2013年3月至2016年7月間製造，共計1,893輛新達回廠檢修及更換零件。

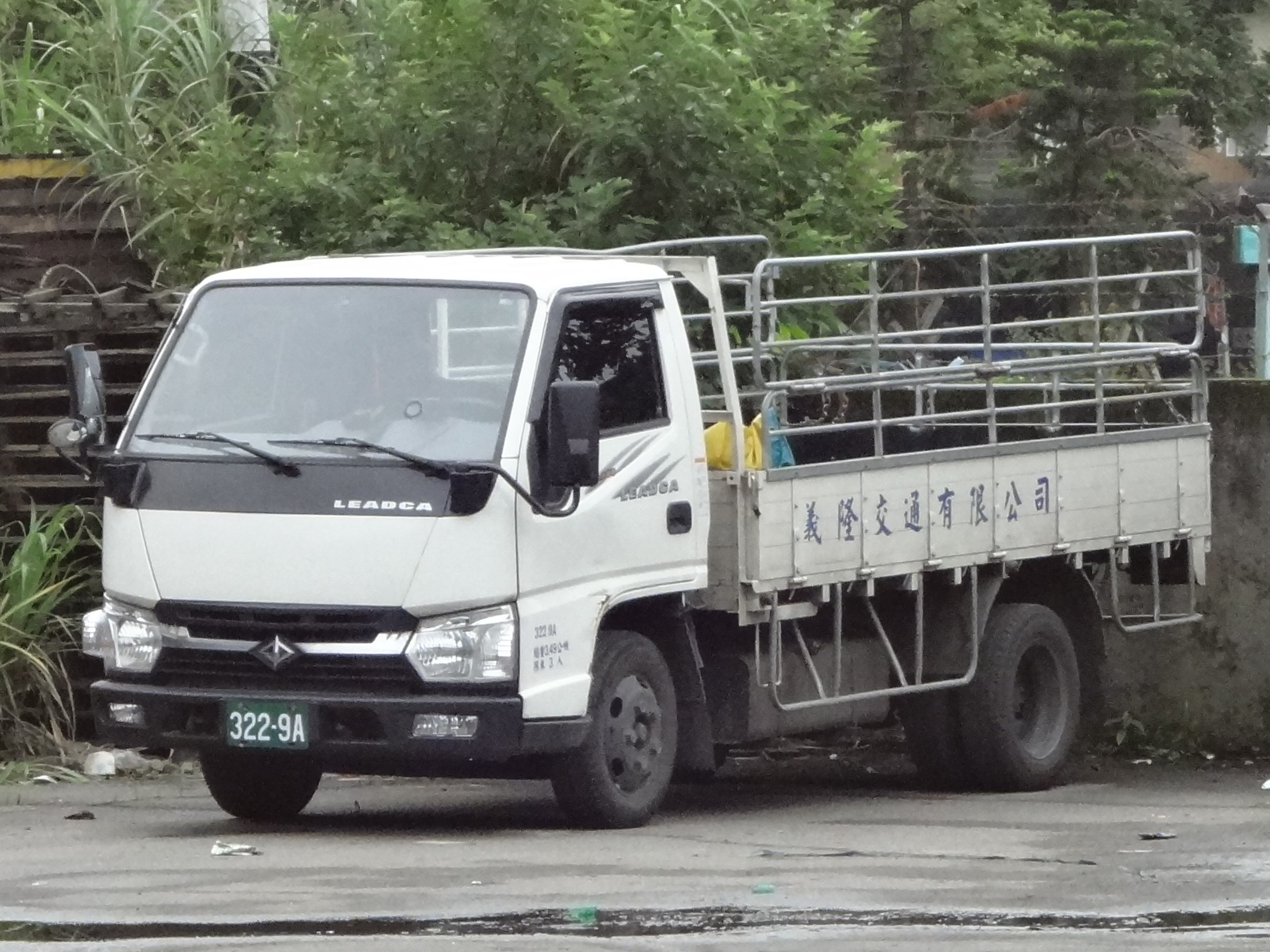
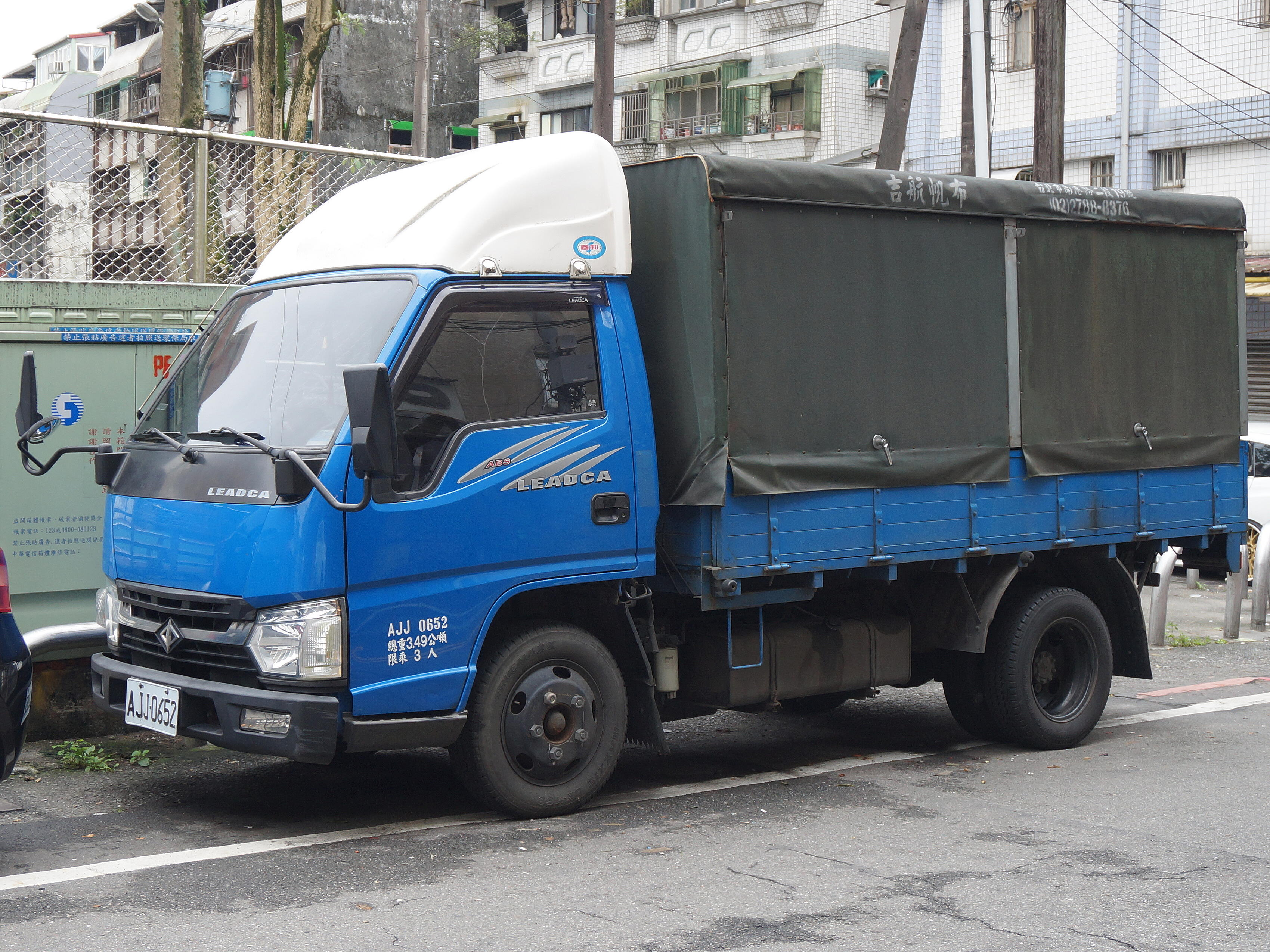
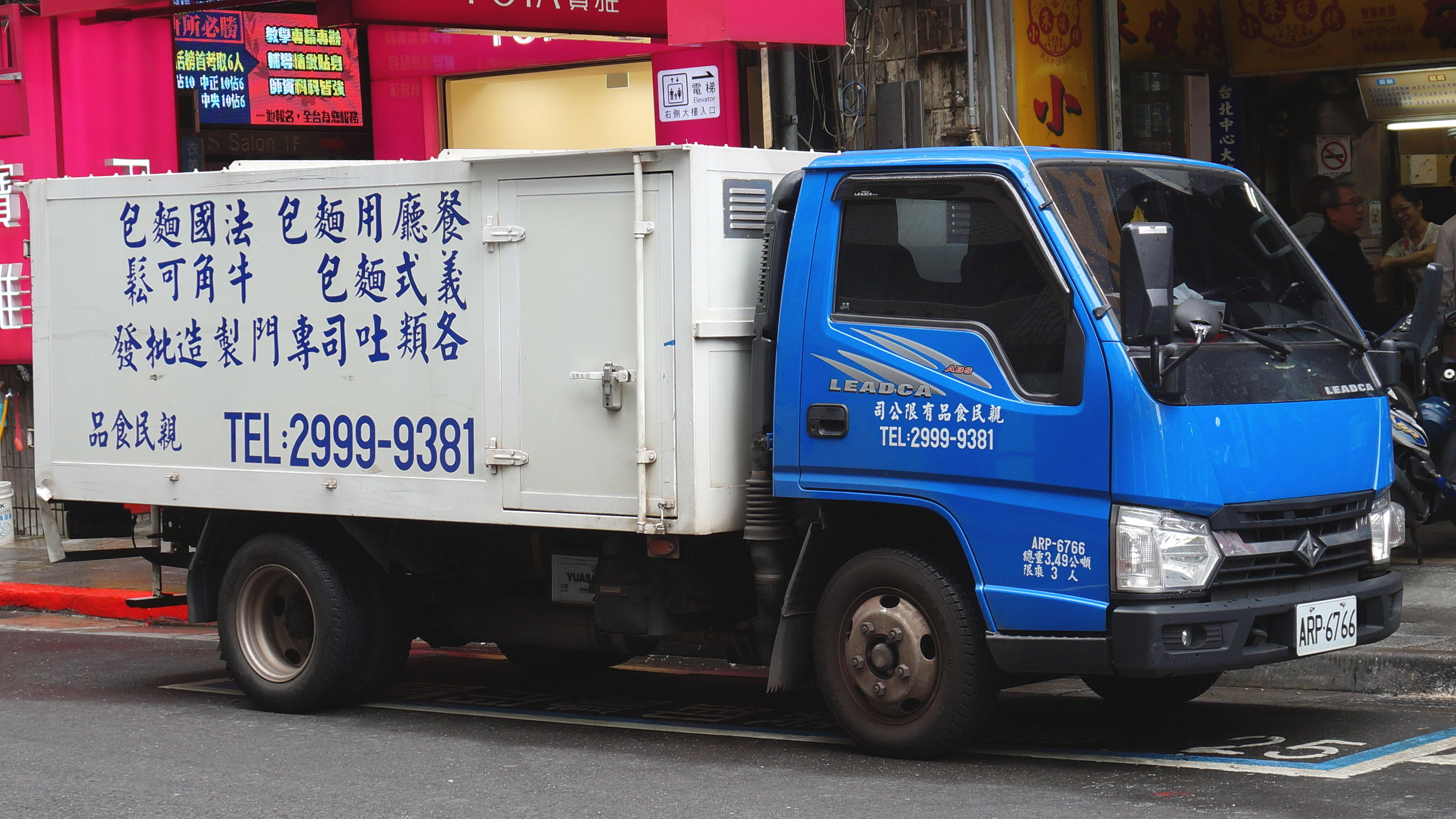
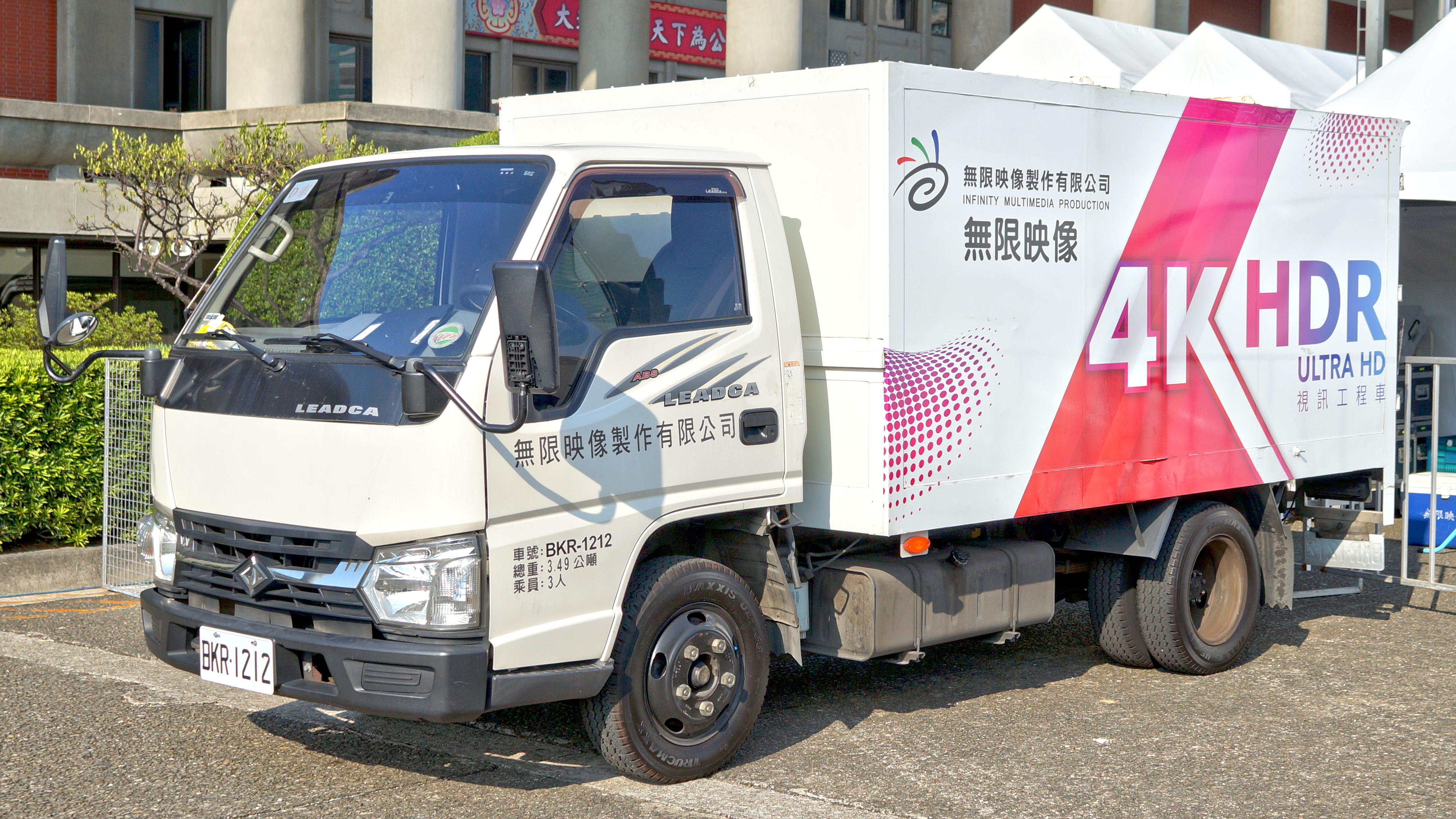

## 外部連結
- Leadca車主手冊 （页面存档备份，存于）
- 蕃薯藤新聞：CMC中華【試車報導】新，但未達當代水準─新達Leadca （页面存档备份，存于）